# Curauma
Curauma es un sector de la ciudad de Placilla de Peñuelas, en la comuna de Valparaíso, provincia y región homónimas, Chile. Está ubicada en el kilómetro 95 de la Ruta 68, que une la ciudad de Valparaíso con Santiago.
Se divide en dos zonas: al poniente de la Ruta 68 está el sector residencial, donde priman las casas y departamentos de tipo condominio privado en conjunto con el comercio y otros servicios como los de índole educativos y de salud, y al oriente de la Ruta 68, se encuentra el Parque Industrial y Empresarial. Desde mediados de los años 1990 ha recibido los más importantes desarrollos inmobiliarios del Gran Valparaíso, alcanzando una población cercana a los 30 000 habitantes al 2017.
Está pensada como una ciudad planificada que tiene como objetivo acoger entre 150 000 y 200 000 habitantes.

## Educación
Cuenta con cuatro establecimientos educacionales, el Colegio Nueva Era Siglo XXI, el Colegio Umbral de Curauma, el Colegio Pumahue de Curauma y el Colegio Alborada de Curauma; siendo este último el primero en instalarse (1998). También cuenta con una sede de la Pontificia Universidad Católica de Valparaíso de nombre Campus Curauma en Avenida Universidad 330.

## Flora y fauna
Los árboles más comunes que se encuentran son el pino insigne (Pinus radiata) y el eucalipto blanco (Eucalyptus globulus), emplazados en la ciudad y sus alrededores. Como parte del arbolado urbano establecido por el plan regulador, es muy común encontrar por los costados y también por los bandejones centrales de sus calles y avenidas árboles como el liquidámbar (Liquidambar) o palmas como la Washingtonia de California (Washingtonia filifera).
Entre la fauna que se encuentra en los bosques: conejo, liebre, codorniz y otras especies introducidas.
En los últimos años, se han realizado diversas manifestaciones por la construcción de las torres de alta tensión que conectarán Melipilla con el Gran Valparaíso, donde se traza por lugares de alta biodiversidad, como es la Cascada Salto del Agua, ubicada en los bosques de Curauma.

## Transporte
El sector cuenta con servicios diarios de unidades de microbuses del Transporte Metropolitano de Valparaíso (TMV), tanto hacia el plan de Valparaíso, como para la comuna de Viña del Mar; además cuenta con una línea de taxi colectivos hacia el centro de la Ciudad Puerto. Uno de los dos proyectos del tren rápido Santiago-Valparaíso contempla una estación en Curauma-Placilla de Peñuelas.
En 2021 la ministra de transportes y telecomunicaciones Gloria Hutt (Evópoli) anunció un concurso público para implementar un recorrido de buses eléctricos que unirán Curauma con la Plaza Wheelwright en el puerto de Valparaíso, estando previsto su funcionamiento para el segundo semestre de 2022. En septiembre de 2022 el Seremi de transportes y telecomunicaciones Beningo Retamal (PPD) anunció que por "una serie de procesos administrativos" el proyecto se retrasaría y los buses comenzarán a operar al final del primer semestre de 2023.
En octubre de 2024, en un centro comercial del sector fueron instalados los primeros cargadores de carga rápida para automóviles eléctricos en Chile, conocidos como Tesla Superchargers, siendo junto a los ubicados en Quilicura, las dos primeras estaciones de carga de este tipo en Sudamérica.